# Ignacio López Rayón, Hidalgo
Ignacio López Rayón är en ort i Mexiko.   Den ligger i kommunen Omitlán de Juárez och delstaten Hidalgo, i den sydöstra delen av landet, 100 km nordost om huvudstaden Mexico City. Ignacio López Rayón ligger 2 476 meter över havet och antalet invånare är 282.
Terrängen runt Ignacio López Rayón är lite bergig. Runt Ignacio López Rayón är det ganska tätbefolkat, med 93 invånare per kvadratkilometer. Närmaste större samhälle är Pachuca de Soto, 13,8 km sydväst om Ignacio López Rayón. I omgivningarna runt Ignacio López Rayón växer i huvudsak blandskog.